# Monte Muça
Monte Muça, Jebel Muça ou Jabal Muça (em árabe: جبل موسى‎; romaniz.: Jabal Mūsā; em berbere: Adrar Musa; em francês: Djebel Moussa), também localmente chamado Jbel Musa, é uma montanha do norte de Marrocos, situada na costa do estreito de Gibraltar, entre Ceuta e Tânger. Tem o seu cume a 851 metros de altitude. Em Ceuta, a serra onde se situa a montanha é conhecida pelo nome de Serra de Anyera ou da "Mulher Morta", um nome também aplicado ao monte. Este nome deve-se ao facto do monte visto da região de Benzú fazer lembrar uma mulher deitada de costas.
É identificado com o Monte Abila (Mons Abyla) ou Colona, uma das Colunas de Hércules, mencionado por geógrafos da Antiguidade. A outra coluna, no outro lado (europeu) do Estreito, é o Rochedo de Gibraltar, situado a 27 km em linha reta. Segundo outras versões, a Coluna de Hércules do lado africano seria o Monte Hacho, situado no istmo de Ceuta, embora este seja bastante mais baixo (204 m).
Segundo algumas algumas tradições, teria sido no sopé do Monte Musa que o herói grego da Odisseia, Ulisses, esteve prisioneiro de Calipso durante sete anos.
Segundo a tradição, o Monte Muça (tradução: Monte Moisés) deve o seu nome ao governador e militar iemenita de Ceuta Muça ibne Noçáir (640–716), comandante de Tárique, o conquistador muçulmano da península Ibérica. No entanto, não há a certeza disso, pois existem outros montes com o nome de Musa em países muçulmanos, como por exemplo o Monte Sinai no Egito ou o Musa Dagh na Turquia.  Moisés é uma figura religiosa tão importante para os muçulmanos como o é para os cristãos.
Faz parte da província de Fahs-Anjra e da região de Tânger-Tetuão e encontra-se próximo do enclave espanhol de Ceuta 3 km a oeste da fronteira próxima de Benzú, 9 km a oeste da cidade de Ceuta, 15 km a nordeste de Alcácer-Ceguer (Ksar Sghir) e 37 km a nordeste de Tânger (distâncias em linha reta; por estrada são sensivelmente o dobro).

## Ecologia
A montanha é um local com excelentes condições para observação de aves (birdwatching), pois o Estreito fica na rota de migração de inúmeras espécies e as aves usam as correntes ascendentes e térmicas do Monte Muça para ganhar altura antes de atravessarem o Estreito. Devido à concentração de aves migratórias — o Estreito é dos pontos  do mundo com maiores "engarrafamentos" de migração — a observação de aves de rapina também é uma atividade popular no Monte Muça, apesar dos melhores pontos de observação se encontrarem na margem europeia do Estreito.
Na área em volta da montanha há mais de 200 grutas que também atraem amantes de espeleologia. A região circundante está em grande parte coberta por florestas e está classificada com "Sítio de interesse biológico e ecológico" (Site of biological and ecological interest, SIBE).